# Moḩammadīābād
Moḩammadīābād (persiska: محمدی آباد) är en ort i Iran.   Den ligger i provinsen Bushehr, i den södra delen av landet, 900 km söder om huvudstaden Teheran. Moḩammadīābād ligger 662 meter över havet och antalet invånare är 159.
Terrängen runt Moḩammadīābād är huvudsakligen kuperad, men den allra närmaste omgivningen är platt.Runt Moḩammadīābād är det ganska glesbefolkat, med 31 invånare per kvadratkilometer. Närmaste större samhälle är Jam, 2,1 km öster om Moḩammadīābād. Omgivningarna runt Moḩammadīābād är i huvudsak ett öppet busklandskap.